# Alfred Rinken
Alfred Rinken (* 7. Juni 1935 in Essen) ist emeritierter Professor für Öffentliches Recht, Staats- und Verfassungstheorie und Rechtsphilosophie an der Universität Bremen und war Präsident des Staatsgerichtshofs der Freien Hansestadt Bremen.

## Biografie
Rinken studierte ab 1955 Philosophie und Rechtswissenschaft an der Leopold-Franzens-Universität Innsbruck, der Rheinischen Friedrich-Wilhelms-Universität Bonn und der Albert-Ludwigs-Universität Freiburg. 1969 promovierte er mit einer Arbeit über das Thema „Das Öffentliche als verfassungstheoretisches Problem dargestellt am Rechtsstatus der Wohlfahrtsverbände“ an der rechtswissenschaftlichen Fakultät der Universität Freiburg, an welcher er danach als wissenschaftlicher Assistent beschäftigt war. Nur zwei Jahre später, 1971, wurde er an die neu gegründete Universität Bremen berufen. Ab 1978 war er zudem Richter im zweiten Hauptamt am Oberverwaltungsgericht Bremen, ab 1979 Mitglied des Staatsgerichtshofs.
Nach dem Eintritt in den Ruhestand 2000 blieb er Mitglied des Staatsgerichtshofs; seit der Wahlperiode von 2002 bis 2011 war er Präsident des Staatsgerichtshofs.

## Forschungsschwerpunkte
Rinken befasst sich mit dem Öffentlichen Recht, insbesondere mit dem Staats- und Verfassungsrecht und mit dem Gesundheitsrecht. Er ist Mitherausgeber der Kritische Vierteljahresschrift für Gesetzgebung und Kritischen Vierteljahresschrift für Gesetzgebung und Rechtswissenschaft und der Zeitschrift für Öffentliches Recht in Norddeutschland.

## Auszeichnungen und Ehrungen
- 2025: Verdienstkreuz 1. Klasse der Bundesrepublik Deutschland[3]